# 马克·埃德蒙森
马克·埃德蒙森（英語：Mark Edmondson，1954年6月28日—），澳大利亚已退役男子网球运动员，生于新南威尔士州戈斯福德。他曾获得澳大利亚网球公开赛男子单打冠军、男子双打冠军、法国网球公开赛男子双打冠军。